# Gouvernement De Gasperi VI
 (septembre 2023).
Si vous disposez d'ouvrages ou d'articles de référence ou si vous connaissez des sites web de qualité traitant du thème abordé ici, merci de compléter l'article en donnant les références utiles à sa vérifiabilité et en les liant à la section « Notes et références ».
Le sixième gouvernement d'Alcide De Gasperi est resté en poste du 27 janvier 1950 au 19 juillet 1951 pour un total de 551 jours, soit 1 an, 5 mois et 22 jours.
Il était composé de la Démocratie chrétienne (DC), du Parti socialiste des travailleurs italiens (PSLI), et du Parti républicain italien (PRI).

## Composition
| Poste                                                | Titulaire | Titulaire                              | Parti |
| ---------------------------------------------------- | --------- | -------------------------------------- | ----- |
| Président du Conseil des ministres                   |           | Alcide De Gasperi                      | DC    |
| Secrétaire de la présidence du Conseil des ministres |           | Giulio Andreotti                       | DC    |
| Ministre sans portefeuille                           |           | Pietro Campilli                        | DC    |
| Ministre sans portefeuille                           |           | Ugo La Malfa                           | DC    |
| Ministre sans portefeuille                           |           | Raffaele Petrilli                      | PRI   |
| Ministre des Affaires étrangères                     |           | Carlo Sforza                           | Aucun |
| Ministre de l'Intérieur                              |           | Mario Scelba                           | DC    |
| Ministre de l'Afrique italienne                      |           | Alcide De Gasperi (ad interim)         | DC    |
| Ministre des Grâces et de la Justice                 |           | Attilio Piccioni                       | DC    |
| Ministre du Budget                                   |           | Giuseppe Pella (ad interim)            | DC    |
| Ministre des Finances                                |           | Ezio Vanoni                            | DC    |
| Ministre du Trésor                                   |           | Giuseppe Pella                         | DC    |
| Ministre de la Défense                               |           | Randolfo Pacciardi                     | PRI   |
| Ministre de l'Instruction publique                   |           | Guido Gonella                          | DC    |
| Ministre des Travaux publics                         |           | Salvatore Aldisio                      | DC    |
| Ministre de l'Agriculture et des Forêts              |           | Antonio Segni                          | DC    |
| Ministre des Transports                              |           | Ludovico D'Aragona (au 5 avril 1951)   | PSLI  |
| Ministre des Transports                              |           | Pietro Campilli (du 5 avril 1951)      | DC    |
| Ministre des Postes et des Télécommunications        |           | Giuseppe Spataro                       | DC    |
| Ministre de l'Industrie et du Commerce               |           | Giuseppe Togni                         | DC    |
| Ministre du Commerce extérieur                       |           | Ivan Matteo Lombardo (au 5 avril 1951) | PSLI  |
| Ministre du Commerce extérieur                       |           | Ugo La Malfa (du 5 avril 1951)         | PRI   |
| Ministre de la Marine marchande                      |           | Alberto Simonini (au 5 avril 1951)     | PSLI  |
| Ministre de la Marine marchande                      |           | Raffaele Petrilli (du 5 avril 1951)    | DC    |
| Ministre du Travail et de la Sécurité sociale        |           | Achille Marazza                        | DC    |

## Sources
- (it) Cet article est partiellement ou en totalité issu de l’article de Wikipédia en italien intitulé « Governo De Gasperi VI » (voir la liste des auteurs).

## Compléments